# Cadira romana
Les cadires romanes per a persones de rang podien constituir peces d'especial bellesa i símbol de poder. La més important era la cadira curul, per als més alts magistrats. La seguia la bisellium (doble cadira), i es concedia el seu ús, limitat a la ciutat, a personatges notables com ara als augustales. Era un seient doble i normalment se situava al teatre o a l'amfiteatre. Els decurions sembla que en tenien dret per raó del seu càrrec.
Pels trasllats d'una persona asseguda, la cadira usada era la cadira gestatòria, portatoria o fertòria, i es diferenciaven de les lectica, que servien per portar una persona ajaguda, i sovint eren prou grans com per transportar dues persones.
Els autors antics esmenten algunes altres cadires que portaven el nom segons el propòsit per al qual estaven fetes: sellae balnearis (pel bany), sellae tonsoriae (de barber, de perruquer), sellae obstetriciae (pels parts), sellae familiaricae v. pertusae (foradada), i altres. Les cadires d'ús ordinari eren de gran varietat, mostrant la diversitat de gustos; han estat descobertes en excavacions o apareixen en antigues pintures (frescos). Algunes es conserven a museus italians. Un altre tipus de cadira eren les dels cavalls (sellae eqüestres).